# FC Debed Alaverdi
Football Club Debed Alaverdi (arménsky: Ֆուտբոլային Ակումբ „Դեբեդ“ Ալավերդի) byl arménský fotbalový klub sídlící ve městě Alaverdi. Klub byl založen v roce 1938 jako Lokomotiv Alaverdi, zanikl v roce 1993.

## Historické názvy
Zdroj: 
- 1938 – FC Lokomotiv Alaverdi (Football Club Lokomotiv Alaverdi)
- 1990 – FC Debed Alaverdi (Football Club Debed Alaverdi)

## Umístění v jednotlivých sezonách

### Sovětský svaz (1990-1991)
Zdroj: 
Legenda: Z - zápasy, V - výhry, R - remízy, P - porážky, VG - vstřelené góly, OG - obdržené góly, +/- - rozdíl skóre, B - body, červené podbarvení - sestup, zelené podbarvení - postup, fialové podbarvení - reorganizace, změna skupiny či soutěže
| Sovětský svaz (1990 – 1991) |                               |        |    |   |   |    |    |    |     |    |        |
| Sezóny                      | Liga                          | Úroveň | Z  | V | R | P  | VG | OG | +/- | B  | Pozice |
| 1990                        | Vtoraja nizšaja liga - 2 zona | 4      | 30 | 6 | 4 | 20 | 47 | 80 | -33 | 16 | 22.    |
| ...                         |                               |        |    |   |   |    |    |    |     |    |        |
| Arménie (1992)              |                               |        |    |   |   |    |    |    |     |    |        |
| Sezóny                      | Liga                          | Úroveň | Z  | V | R | P  | VG | OG | +/- | B  | Pozice |
| 1992                        | Bardsragujn chumb             | 1      | 22 | 4 | 5 | 13 | 35 | 68 | -33 | 13 | 23.    |